# Ebru Kocaağa
 (décembre 2019).
Ebru Kocaağa est un mannequin et une actrice turque née en Allemagne le 20 juillet 1982.

## Biographie
Après son diplôme d'études secondaires à Izmir, elle a obtenu son diplôme à l'université de Thrace. Par la suite, elle fait son entrée à la radio et au département de la télévision.
Elle commence une carrière d'actrice dans des séries télévisées populaires en Turquie telles que La Douleur, La Vie et le Vent du Nord, un épisode du téléfilm Aci-Hayat, Les larmes des roses.

## Sources
- la série Acı Hayat (2005-2007)
- (considérée comme « célèbre » (ünlü))
- et un des trois premiers rôles dans le film N'apcaz Şimdi? (2012) (celle en robe bleue au milieu de l'affiche)